# Insolence
Insolence é uma banda de Nu metal que foi formada em San Jose, Califórnia em 1995. Eles também usam Rap, Reggae e Hardcore em suas músicas. Eles lançaram discos por grandes gravadoras, Maverick Records e Warner Bros Records. A banda sétimo álbum de estúdio Audio War foi lançado em 08 de agosto de 2007 pela gravadora independente Powerslave Records.

## Membros

### Atuais
- Mark Herman - vocal, MC
- Billy Rosenthal aka Mecha 1 - vocais (reggae),
- Michael Rowan - guitar Michael Rowan - guitarra
- Clint Westwood - bass Clint Westwood - baixo
- Kevin "The Guch" - drums Kevin "The Guch" - bateria
- Ichy - Turntables and Samples Ichy - gira-discos e samples

### Ex-Membros
- Jerry M. Delalo aka Da Eremita - gira-discos e gamples
- Paul Perry - Bass Paul Perry - baixo
- Armando Cardenas Mando aka Mad - bateria
- Joey Ruiz - guitarra

## Discografia
- ̈Within (1996)
- ̈Universal (1998)
- ̈Terrorists (1999)
- ̈Poisonous Philosophy (2000)
- ̈Revolution (2001)
- ̈Insolence EP (2003)
- ̈Stand Strong (2003)
- ̈Audio War (2007)
- ̈Uprising EP (2008)

## Videografia
- Poison Well
- Operation Irie
- Danger
- Blue Sky (directed by Rory Campbell and Dan Martinez